# Washoe (Sprache)

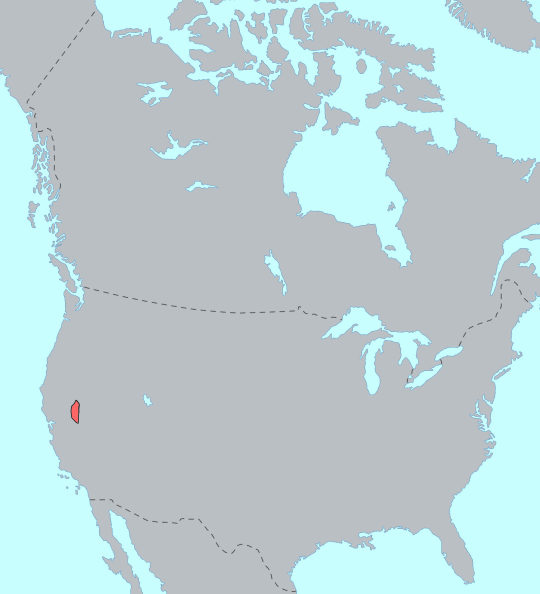
Washoe-Sprache

Washoe (auch Washo) ist eine indianische Sprache, die von den Washoe, einem Volk in Nevada und Kalifornien gesprochen wird.
Weil nur noch sehr wenige Menschen Washoe sprechen, gibt es eine Schule, in der die Sprache unterrichtet wird.
Die Washoe bezeichnen ihre Sprache selbst als Wagayay.
Obwohl Washoe üblicherweise zur Hoka-Sprachfamilie gezählt wird, gibt es nur wenige Beweise für diese Zuordnung. Sprachforscher halten Washoe für eine isolierte Sprache.